# Fotovoltaica de telurur de cadmi

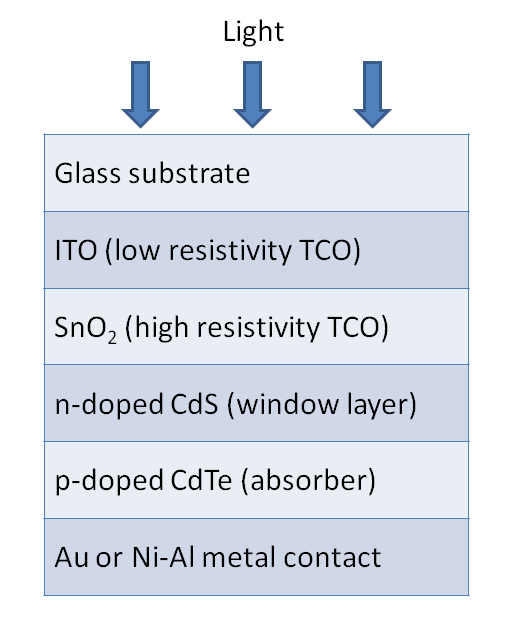
Secció transversal d'una cèl·lula solar de pel·lícula fina de CdTe.

La fotovoltaica de telurur de cadmi (amb acronim angl[es CdTe) és una tecnologia fotovoltaica (PV) basada en l'ús de telurur de cadmi en una fina capa semiconductora dissenyada per absorbir i convertir la llum solar en electricitat. La generaci'o fotovoltaica amb tel·lurur de cadmi és l'única tecnologia de pel·lícula fina amb costos més baixos que les cèl·lules solars convencionals fetes de silici cristal·lí en sistemes de diversos quilowatts.

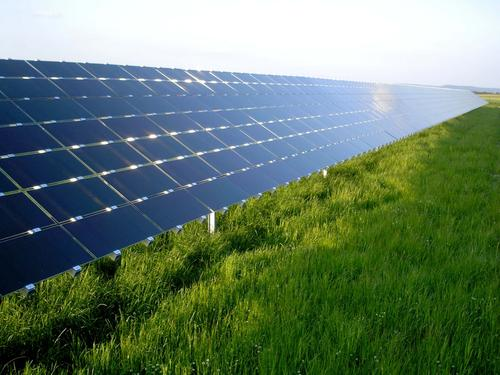
Matriu fotovoltaica feta de panells solars de telurur de cadmi (CdTe).

L'any 2013, segons el cicle de vida, CdTe PV té la petjada de carboni més petita, el menor ús d'aigua i el temps de retorn energètic més curt de qualsevol tecnologia fotovoltaica actual. El temps de recuperació de l'energia de CdTe de menys d'un any permet una reducció de carboni més ràpida sense dèficits energètics a curt termini.
La toxicitat del cadmi és una preocupació mediambiental durant la producció i quan s'eliminen els panells. Part d'això es podria mitigar amb el reciclatge dels mòduls de CdTe al final de la seva vida útil, ja que hi ha incerteses sobre el reciclatge dels mòduls de CdTe i l'opinió pública és escèptica respecte a aquesta tecnologia. L'ús de materials rars també pot esdevenir un factor limitant per a l'escalabilitat industrial de la tecnologia CdTe a mig termini. L'abundància de tel·lúr —del qual el tel·lúr és la forma aniónica— és comparable a la del platí a l'escorça terrestre i contribueix significativament al cost del mòdul.
La fotovoltaica de CdTe s'utilitza en algunes de les centrals fotovoltaiques més grans del món, com la Granja Solar Topaz. Amb una quota del 5,1% de la producció fotovoltaica mundial, la tecnologia CdTe va representar més de la meitat del mercat de pel·lícules primes el 2013. Un important fabricant de tecnologia de pel·lícula fina CdTe és l'empresa First Solar, amb seu a Tempe, Arizona.